# Прокопенко Георгій Якович

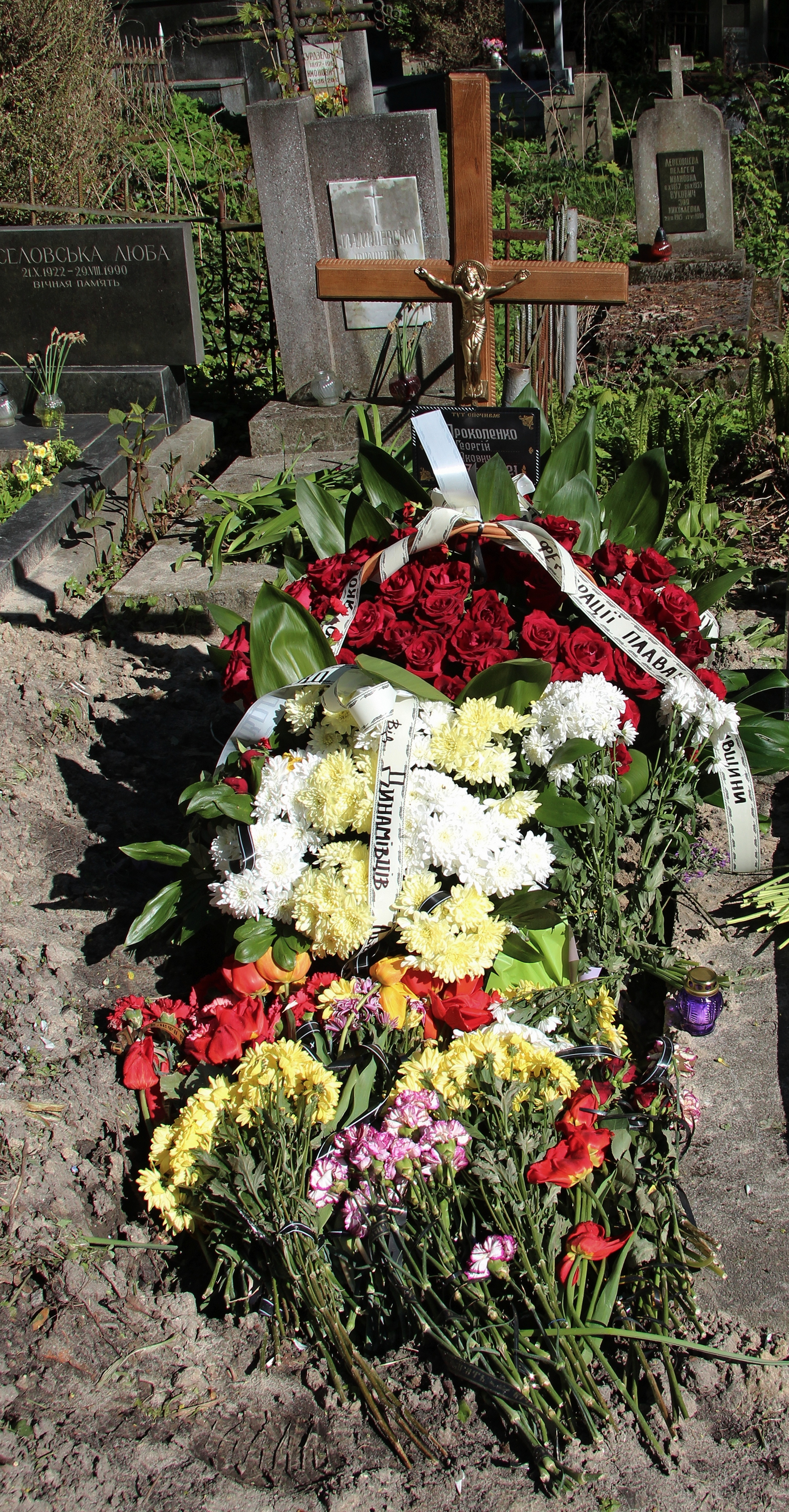

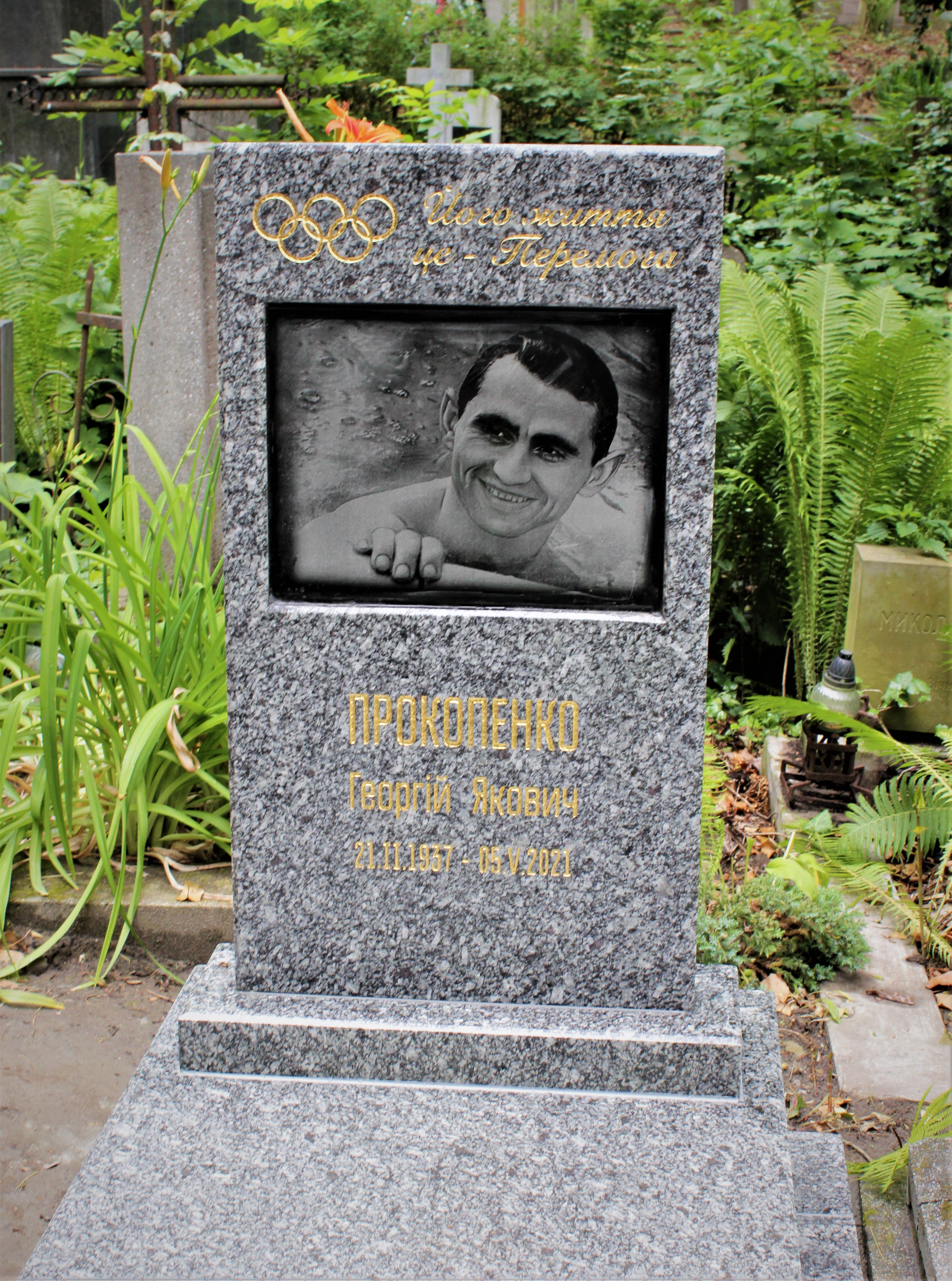
Нагробок на могилі Георгія Прокопенка.

Георгій Якович Прокопенко (21 лютого 1937, м. Кобеляки Полтавська область — 5 травня 2021, Львів) — український радянський плавець, винахідник сучасного виду техніки плавання брасом із «пізнім» вдихом. Заслужений майстер спорту СРСР. П'ятикратний чемпіон та багаторазовий рекордсмен СРСР. Виступав 13 років у складі збірної СРСР. Чотириразовий рекордсмен світу (1964) у плаванні брасом на 100 м (2 рази), на 220 ярдів і в комбінованій естафеті (брасом) 4×110 ярдів. Срібний призер Токійської олімпіади (1964). Одинадцятиразовий рекордсмен Європи (1962—1964) у плаванні на 100, 200 м брасом і в комбінованій естафеті 4×100 м (брасом). Чемпіон Європи у плаванні на 200 м брасом (1962) і дворазовий (на 100 і 200 м брасом) переможець чемпіонату Європи 1966 року. Нагороджений медаллю «За трудову доблесть». Був одружений з донькою українського радянського гімнаста Віктора Чукаріна — Інною. Найбільше захоплення — водний туризм.

## Біографія
Після війни у 1946 році переїхав з родиною до Львова. З 1951 року почав займатися плаванням.
Навчався спочатку у Львівському технікумі зв'язку, а пізніше навчався у Львівському державному інституті фізичної культури, який закінчив у 1959 році.
У 1958 році переміг у Баку на дистанції 200 метрів.
У 1960 році вперше став чемпіоном СРСР, що дало право поїхати на літні Олімпійські ігри 1960 року до Риму, де він посів десяте місце.
У 1964 році він двічі покращував світове досягнення на 100 метрів брасом, відібравши його у знаменитого американського плавця Честера Ястремські, рекорд якого на цій дистанції тримався з 1961 року. Найголовніша медаль (олімпійська) дісталася йому майже у 28 років.

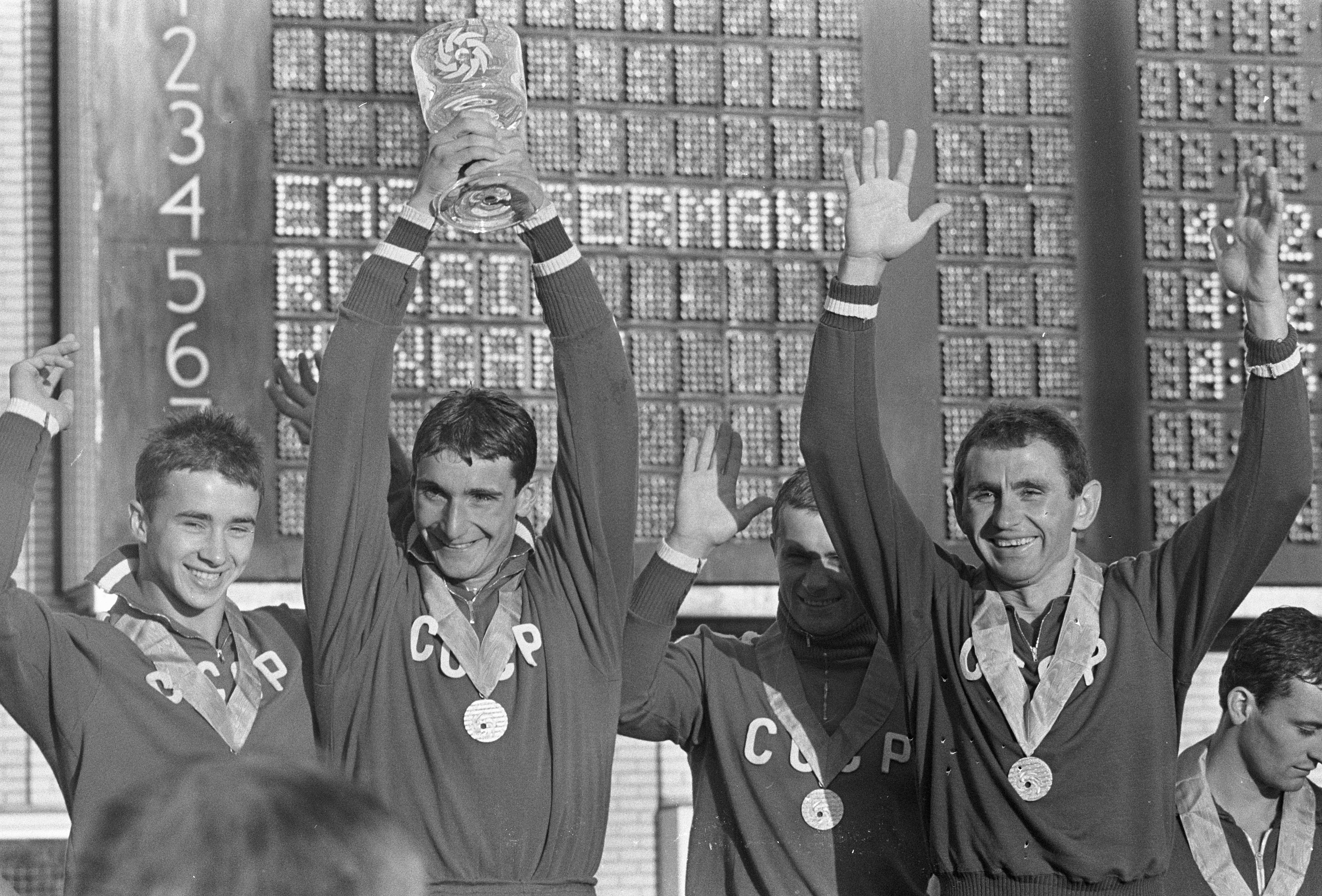
Багаторазові чемпіони СРСР з плавання, чемпіони Європи 1966 року Валентин Кузьмін, Георгій Прокопенко, Леонід Іллічов та Віктор Мазанов (зліва направо)

1966 року на чемпіонаті Європи, що проходив в голландському Утрехті він двічі посів перше місце і став чемпіоном Європи, підтверджуючи свою репутацію найкращого брасиста континенту.
У 1971 році закінчив виступи у великому спорті. Згодом, у 1971—1974 роках працював на посаді старшого тренера дитячої спортивної школи плавання.
Працював тренером. Від 1974 року — на посаді викладача, від 1975 року — на посаді старшого викладача кафедри
плавання в Львівському державному університеті фізичної культури. Звільнився 26 серпня 1977 року у зв'язку із переходом на роботу на кафедру фізвиховання Львівського державного університету імені Івана Франка, де пропрацював понад 30 років.
У 50-літньому віці брав участь у першості серед вишів Львівської області — переміг на двох дистанціях.
Георгій Прокопенко відійшов у засвіти 5 травня 2021 року на 84-ому році життя. Поховали  відомого спортсмена на 21 полі Личаківського  цвинтаря у Львові.

## Вшанування
У 2021 році ім'я Георгія Прокопенка присвоєне ДЮСШ № 9, що на вул. Тарнавського, 100 у Львові.